# Lithocarpus solerianus
Lithocarpus solerianus är en bokväxtart som först beskrevs av António José Rodrigo Vidal, och fick sitt nu gällande namn av Alfred Rehder. Lithocarpus solerianus ingår i släktet Lithocarpus och familjen bokväxter.
Artens utbredningsområde är Filippinerna. Inga underarter finns listade.